# Reisach (Weiding)
Reisach ist ein Gemeindeteil der Gemeinde Weiding im Landkreis Cham des Regierungsbezirks Oberpfalz im Freistaat Bayern.

## Geografie
Reisach liegt 3 Kilometer nordwestlich von Weiding und 2 Kilometer nordwestlich der Bundesstraße 20 zwischen Pinzinger Bach im Westen und Grüblbach im Osten. Nördlich von Reisach erhebt sich der 499 Meter hohe Reisacher Berg, östlich der 453 Meter hohe Döbersinger Berg, südlich der 502 Meter hohe Dachsberg und westlich der 521 Meter hohe Schlänglberg.

## Geschichte
Reisach wurde vor 1269 im zweiten Herzogsurbar aufgezählt, zusammen mit Dalking, Döbersing, Weiding, Faustendorf.
In einem Steuerbuch von 1577 wurden in Reisach Güter der Hofmark Arnschwang genannt.
1752 gehörte Reisach zur Hofmark Runding. Reisach hatte 8 Anwesen, darunter ein Gemeinde-Hüthaus. Eigentümer waren Pannermayr, Stocker, Straßmayr, Sturm, Schlögl, Hösl.
1808 wurde die Verordnung über das allgemeine Steuerprovisorium erlassen. Mit ihr wurde das Steuerwesen in Bayern neu geordnet und es wurden Steuerdistrikte gebildet. Dabei kam Reisach zum Steuerdistrikt Dalking. Der Steuerdistrikt Dalking bestand aus den Ortschaften Dalking, Döbersing, Gschieß und Reisach. 1821 wurden im Landgericht Cham Gemeinden gebildet. Dabei wurde Dalking landgerichtsunmittelbare Gemeinde. Sie war mit dem Steuerdistrikt Dalking identisch.
Ab 1867 gehörten zur Gemeinde Dalking die Dörfer Dalking, Döbersing und Reisach, die Weiler Gschieß und Zelz und die Einöde Dürnwies⊙. Ab dem Ortsverzeichnis von 1904 wurde die Einöde Dürnwies nicht mehr aufgeführt, nur noch in der Kirchenmatrikel von 1916. Der Name der Einöde Dürrnwies ist bis in die Gegenwart in der Dürrnwiesstraße von Reisach nach Dalking erhalten. 1978 wurde die Gemeinde Dalking und damit auch Reisach nach Weiding eingemeindet.

## Pfarreizugehörigkeit
Reisach gehörte zunächst zur Pfarrei Arnschwang. 1697 wurde Dalking zur Pfarrei erhoben. Sein erster Pfarrer war bis 1702 Johann Michael Göltinger. Die Pfarrei Dalking umfasste die Ortschaften Dalking, Balbersdorf, Döbersing, Dürrnwies, Friedendorf, Großpinzing, Gschieß, Habersdorf, Kleinpinzing, Klinglhof, Pinzing, Reisach, Rettenhof, Steinwies⊙ (heute noch Straßenname am Westrand von Dalking), Weiding, Zelz. 1924 wurden Balbersdorf und Klinglhof und 1962 Habersdorf nach Waffenbrunn umgepfarrt. Die 1886 an Stelle einer Kirche aus dem 18. Jahrhundert erbaute Pfarrkirche von Dalking wurde 1965 durch eine größere Kirche ersetzt. 1997 bestand die Pfarrei Dalking aus den Ortschaften Dalking, Döbersing, Friedendorf, Gschieß, Pinzing, Reisach, Rettenhof, Schlammering, Weiding und Zelz. Ihr gehörten insgesamt 1774 Katholiken und 127 Nichtkatholiken an. 1997 hatte Reisach 71 Katholiken.

## Einwohnerentwicklung ab 1838
| Jahr | Einwohner | Gebäude |
| ---- | --------- | ------- |
| 1838 | 55        | 7       |
| 1861 | 69        | 29      |
| 1871 | 54        | 37      |
| 1885 | 71        | 11      |
| 1900 | 65        | 12      |
| 1913 | 60        | 9       |

| Jahr | Einwohner | Gebäude |
| ---- | --------- | ------- |
| 1925 | 64        | 11      |
| 1950 | 91        | 14      |
| 1961 | 64        | 14      |
| 1970 | 65        | k. A.   |
| 1987 | 58        | 13      |
| 2011 | 64        | k. A.   |

## Sehenswürdigkeiten
In Reisach, Hausnummer 1, steht ein denkmalgeschütztes Bauernhaus, ein zweigeschossiger und traufständiger Flachsatteldachbau mit Blockbau-Obergeschoss aus dem 19. Jahrhundert (Denkmalnummer D-3-72-174-12).